# Жан III де Бросс
Жан III де Бросс «Бретонец» (Jean III de Brosse dit de Bretagne) (ум. 1502) — виконт де Бридье, сеньор де Буссак и де Сент-Север, барон де л’Эгль, титулярный граф Пентьевра.
Сын Жана II де Бросса и Николь де Блуа-Шатильон, у которых в 1465 году герцог Бретани Франсуа II конфисковал графство Пентьевр за отказ выступить против короля Людовика XI.
Согласно одному из условий брачного контракта родителей принял герб бретонских герцогов, отсюда имя «Бретонец».
Наследовал матери в 1479 и отцу в 1482 году. В 1483 году за 7 тысяч золотых экю выкупил у своей сестры Элен её долю наследства и таким образом объединил в своих руках большую часть родительских владений (другие сёстры, Паола, Клодина и Бернарда, получили свою часть деньгами при выходе замуж, брат Антуан стал рыцарем Родосского ордена).
25 мая 1468 года женился на Луизе де Лаваль, дочери графа Ги XIV де Лаваля и его первой жены Изабеллы Бретонской.
В 1492 году получил от короля Карла VIII пенсию в размере 1200 ливров, но так и не добился возвращения графства Пентьевр. Его смог вернуть в 1536 году внук Жана III Жан IV де Бросс благодаря женитьбе на любовнице короля Франциска Анне де Пислё.
Дети:
- Рене де Бросс, титулярный граф Пентьевра.
- Мадлен, мужья — Жанюс Савойский, граф Женевы и Фосиньи (1488); Франсуа де Бретань, барон д’Авогур, граф де Вертю и де Гоэлло.
- Изабо, жена Жана IV сеньора де Риё.
- Катерина, муж — Жан дю Пон, барон де Пон-Л’Аббе.
- Маргарита.